# Kevin MacPhee
Kevin John MacPhee (* 19. September 1980 in Coeur d’Alene, Idaho) ist ein professioneller US-amerikanischer Pokerspieler. Er ist zweifacher Braceletgewinner der World Series of Poker und gewann bei der European Poker Tour das Main Event sowie das High Roller.

## Persönliches
MacPhee hat zwei ältere Brüder und wuchs mit ihnen in Coeur d’Alene auf. Er studierte an der University of Idaho. MacPhee war mit der Pokerspielerin Liv Boeree liiert.

## Pokerkarriere

### Werdegang
MacPhee kam in Folge des Moneymaker-Booms 2003 zum Poker. Online spielt er seit August 2006 unter den Nicknames ImaLuckSack (PokerStars, Americas Cardroom, 888poker sowie WSOP NV), Wu_Wizard (Full Tilt Poker, UltimateBet, Bodog sowie bwin), ImaMark (partypoker) und ImaLuckySac (Absolute Poker). Er hat insgesamt Online-Turniergewinne von mehr als 7,5 Millionen US-Dollar aufzuweisen.
Seine erste Geldplatzierung bei einem Live-Turnier erzielte MacPhee im November 2006 in Pendleton im US-Bundesstaat Oregon. Im Juni 2008 war er erstmals bei der World Series of Poker (WSOP) im Rio All-Suite Hotel and Casino am Las Vegas Strip erfolgreich und konnte sich zweimal im Geld platzieren. Anfang März 2010 gewann er in Berlin das Main Event der European Poker Tour (EPT) und sicherte sich eine Million Euro Preisgeld. Im Oktober 2014 kam er beim EPT-Main-Event erneut an den Finaltisch und belegte in London hinter Sebastian Pauli den zweiten Platz für umgerechnet mehr als 800.000 US-Dollar. Bei der WSOP 2015 gewann MacPhee ein Turnier in der Variante No Limit Hold’em und damit knapp 500.000 US-Dollar Preisgeld sowie sein erstes Bracelet. Während der Hauptturnierserie erreichte er noch einen weiteren Finaltisch und platzierte sich insgesamt siebenmal im Geld. Bei der World Series of Poker Europe, die im Oktober 2015 in Berlin ausgetragen wurde, erreichte MacPhee zweimal die Geldränge und gewann anschließend noch das Main Event. Dies brachte ihm sein zweites Bracelet sowie eine Siegprämie von 883.000 Euro ein. Aufgrund dieser Leistungen belegte er bei der Rangliste des WSOP Player of the Year den vierten Platz. Seitdem blieben größere Turniererfolge aus.
Insgesamt hat sich MacPhee mit Poker bei Live-Turnieren mehr als 6 Millionen US-Dollar erspielt. Von April bis November 2016 spielte er als Teil der New York Rounders in der Global Poker League, verpasste mit seinem Team jedoch die Playoffs.

### Braceletübersicht
MacPhee kam bei der WSOP 77-mal ins Geld und gewann zwei Bracelets:
| Jahr   | Buy-in   | Turnier                       | Teilnehmer | Preisgeld |
| ------ | -------- | ----------------------------- | ---------- | --------- |
| 2015 E | 05.000 $ | Turbo No-Limit Hold’em        | 454        | 490.800 $ |
| 2015 E | 10.450 € | Main Event – No-Limit Hold’em | 313        | 883.000 € |